# کارلو اسکارپا

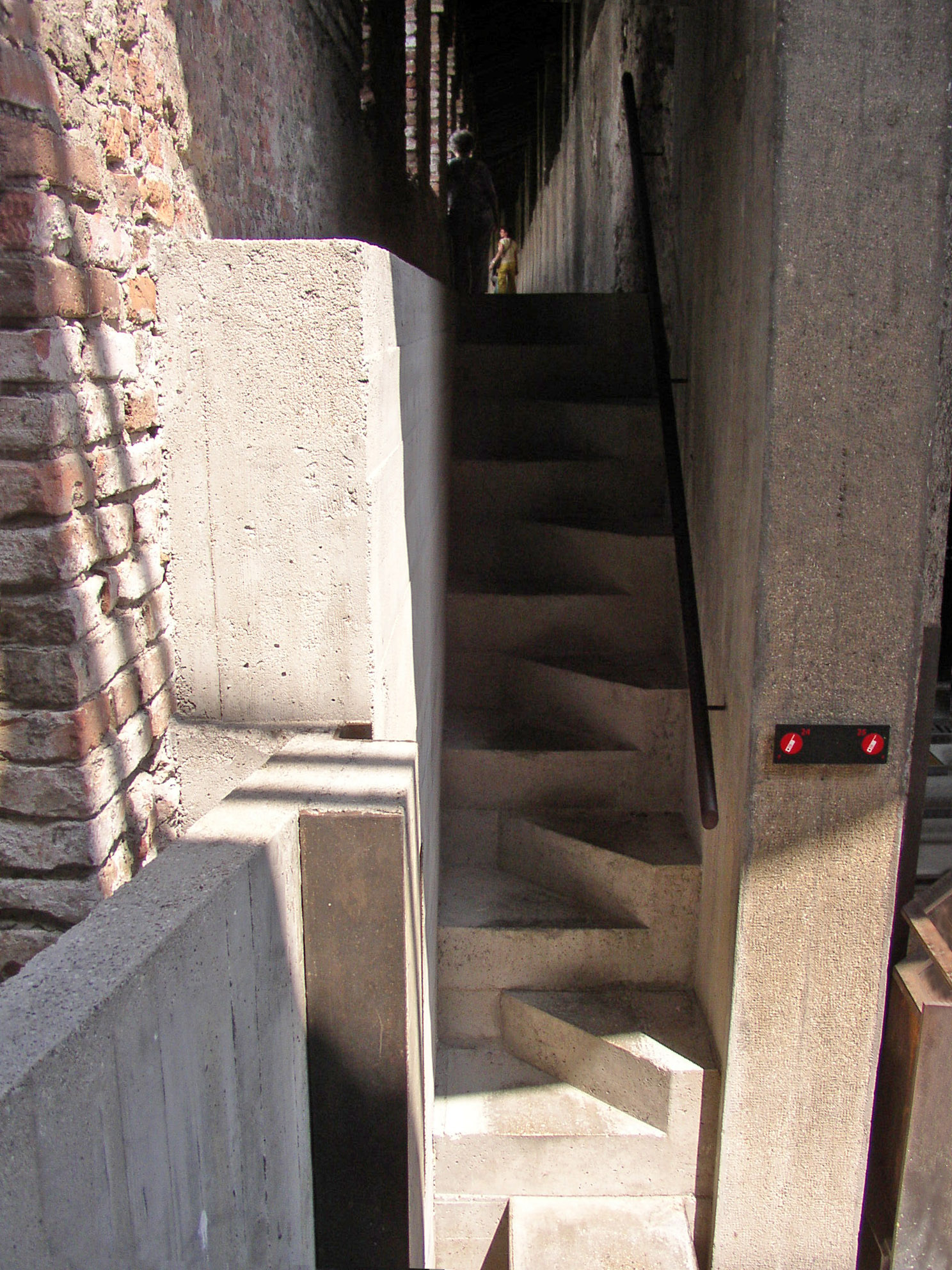
موزه کاستلوکیو - پلکان، اثر کارلو اسکارپا

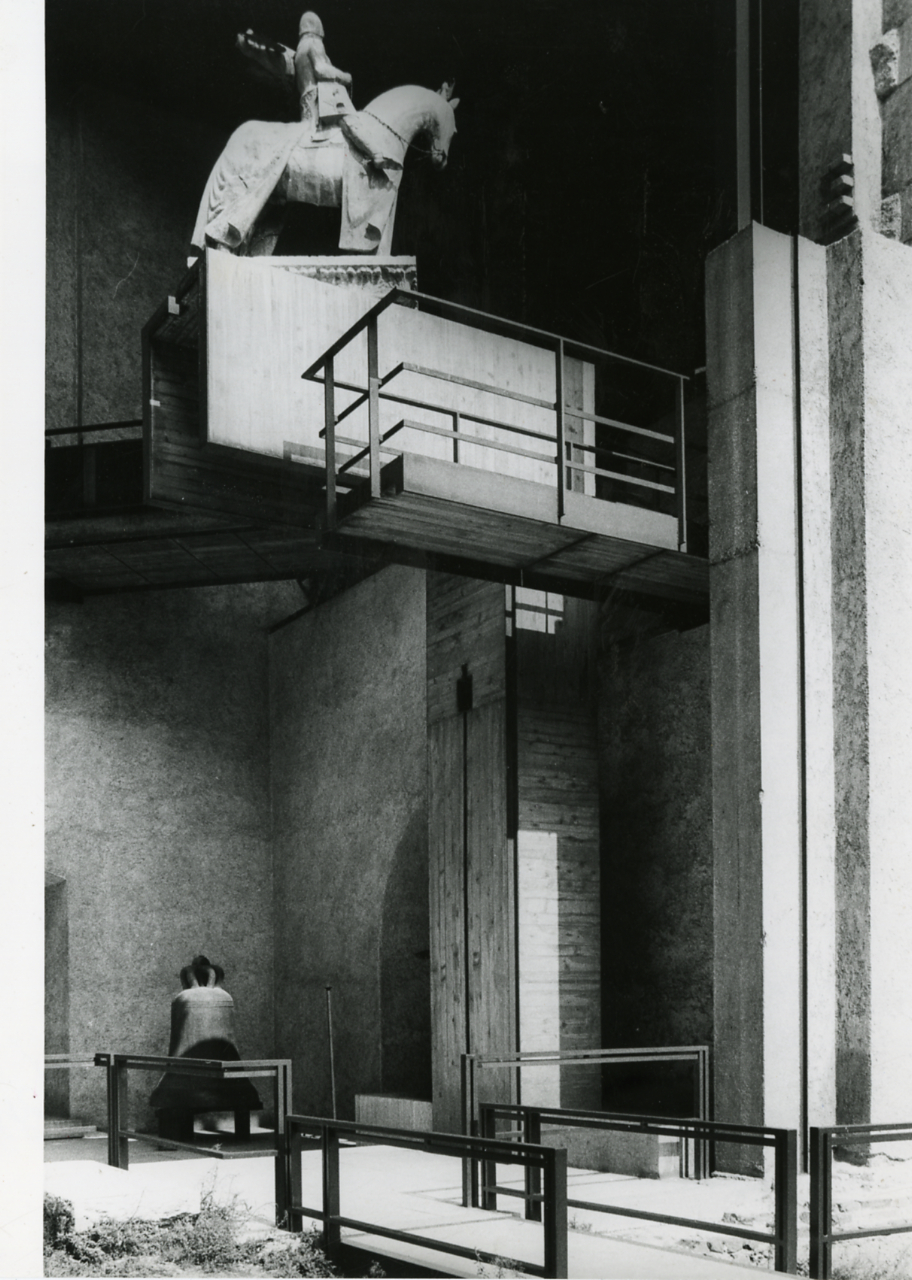
موزه کاستلوکیو، اثر کارلو اسکارپا

کارلو اسکارپا (به ایتالیایی: Carlo Scarpa) (زادهٔ ۲ ژوئن ۱۹۰۶ میلادی - درگذشتهٔ ۲۸ نوامبر ۱۹۸۷ میلادی) معمار و طراح اهل ایتالیا بود که تحت تاثیر مصالح، مناظر و تاریخ فرهنگ ونیز و ژاپن قرار داشت. اسکارپا طراح مبلمان و شیشه نیز بود.

## زندگینامه
اسکارپا در ونیز زاده شد. بیشتر دوران کودکی‌اش را در ویچنزا گذراند، وقتی دو ساله بود خانواده‌اش به آنجا نقل مکان کردند. بعد از اینکه در ۱۳ سالگی مادرش را از دست داد، با پدر و برادرش به ونیز برگشت. کارلو در آکادمی هنرهای زیبا تحصیلات معماری را دنبال کرد. با مدرک پروفسوری معاری از آکادمی در ونیز فارغ‌التحصیل شد و نزد فرانچسکو رینالدو معمار به کارآموزی پرداخت. اسکارپا با خواهرزادهٔ رینالدو، نینی لاتساری (اونورینا لازاری) ازدواج کرد.
اسکارپا از دادن آزمون رسمی حرفهای که توسط دولت ایتالیایی بعد از جنگ جهانی دوم برگزار می‌شد خودداری کرد. در نتیجه بدون همراهمی با یک معمار اجازه کار حرفه‌ای معماری نداشت. به همین دلیل هم کسانی که با او کار می‌کردند؛ کارفرمایان، همکارانش، صنعتگران او را به جای اینکه «معمار» بنامند، «استاد» خطاب می‌کردند.
معماری او عمیقاً در برابر تغییرات زمان حساس است، از فصل‌ها گرفته تا تاریخ. اسکارپا از اواخر دهه ۱۹۴۰ تا زمان مرگش در «دانشگاه معماری ونیز» به تدریس طراحی و دکوراسیون داخلی مشغول بود. اگرچه اکثر کارهای ساخته شده‌اش در ونتو قرار دارد، اما او فضای سبز، باغ و ساختمان‌هایی را نیز در مناطق دیگری از ایتالیا و همچنین در کانادا، آمریکا، عربستان سعودی، فرانسه، سوییس طراحی کرده است.
اسکارپا در سال ۱۹۷۸ میلادی هنگامی که در سندای ژاپن به سر می‌برد، بعد از سقوط از پله‌هایی بتنی کشته شد. قبل از اینکه در اثر زخم‌های سقوطش از پای در بیاید، ده روز در بیمارستان بستری بود. او در گورستان بریون در سن ویتو دآلتیوله در ونتو دفن شده است.